# 「ククク……。奴は四天王の中でも最弱」と解雇された俺、なぜか勇者と聖女の師匠になる
『「ククク……。奴は四天王の中でも最弱」と解雇された俺、なぜか勇者と聖女の師匠になる』（ククク やつはしてんのうのなかでもさいじゃく とかいこされたおれ なぜかゆうしゃとせいじょのししょうになる）は、延野正行による日本のライトノベル。
メディアミックスとして、芳橋アツシが作画を担当するコミカライズ版が『水曜日のシリウス』にて2021年2月25日から連載中。

## あらすじ
「奴は四天王の中でも最弱」との風評を流され、魔王軍を解雇された“屍蠍のカプソディア”――。魔族圏を離れ、人類圏に潜伏することにしたが、ケモ耳勇者のパフィミアと、ちびっこ聖女のシャロンを救い、２人から超熱烈に慕われることに。そして実はカプソディア自身は最弱どころか超強い奴で、人間の街でもうっかり実力を発揮してしてあわや魔族バレの危機に!? 奴の夢見る静かでホワイトなセカンドライフは、果たして手に入るのか。

## 登場人物

### 主要人物
屍蠍のカプソディア（しかつのカプソディア）
本作の主人公。亜死族で年齢は200歳以上。死に関する魔法を得意とする。見た目は耳が尖っている以外は人間と変わらないが、種族の特徴として途轍もない怪力を誇り、肉体は魔力で動かしてるため心臓の音が聞こえず体温がかなり低い。
魔王軍の四天王を務めていたがある日広報インタビューでブレイゼルに四天王最弱だといわれ、その話が魔族圏全土に広まり、結果的に四天王をクビになってしまい途方にくれていたところ、偶然勇者と聖女を助けて懐かれ、そのまま人間界で暮らすことになる。
追放後は職務から解放された影響から平穏に暮らすことを望むようになるが、人間界で起こる騒動をなし崩し的に何度も解決してしまった結果、国王から爵位や領土をもらった上、自身の名前が付いた博物館や遊園地が作られるなど本人が望んでいるホワイトライフからは遠ざかってゆく。
魔族からは四天王最弱だと言われているが実際は戦いの作戦立案、種族間の交渉などは全てカプソディアが行っていた為、彼がいなければ魔王軍は機能しないとルヴィアナは思っている。
戦闘能力も種族特有の怪力に加えて、相手を即死させる死属性魔法のおかげで作中でも最強クラスになる。彼の実力を他の魔族が知らないのはカプソディアが実際の戦場では前線ではなく後方で死んだ味方を蘇生することがほとんどだった為。そせいか人間側の方ではカプソディアの知名度は皆無に近い。
使用魔法
死神帳(デスノート)︰死んだ生物の様々な経歴が書かれている手帳で、死んだと書かれた後に息を吹き返すと書き足せば対象を生き返らせたり、書かれた文字を消して蘇生させれば記憶の改ざんなども可能。
パフィミア・プリミル
シャロンよって選ばれた紅狼族の勇者。
自身を殺したヴァザークを倒したカプソディアを師匠と呼び、凄く懐く。
シャロン・ストーング
神に仕える者、王宮では『予言の聖女』呼ばれ、魔族圏でも気持ち悪いくらい予言が当たり、何度か負けているため有名。
ヴァザークによって囚われていたがカプソディアによって助けられ、彼を戦闘経験豊富な戦術家と解釈し、以降は聖者様と呼ぶようになる。
使用魔法
大神の息吹(おおかみのいぶき)︰対象の傷を治す高位の神官しか使えない上位魔法。
マリアジェラ・ギグ・カンタべリア
カンタべリア王国の第3王女。強力な結界魔法の使い手で『結界の聖女』とも呼ばれている。10年前奴隷商に捕まった際王国の情報を得るために潜入していたカプソディアに助けられ、正体を知らないカプソディアのことを真の勇者と考え恋焦がれるようになり、以降はまた助けに来て現れることを望むようになった結果、自ら檻に入ったり暴漢に襲われそうになると助けに現れるかもしれないと考えて興奮するなど残念な思考になってしまい、親である国王と王妃も困り果てている。
エリーテ
マリアジェラに仕えるダークエルフ。カプソディアの旧友で魔族には珍しい中立派に属している。
種族の特徴として諜報に長けていて、世界中に散らばった同胞達と情報網を構築してあらゆる情報を絶えず交換することにより、井戸端ネタから裏社会の情報まで知らないことはないと豪語するほど。

### その他の人物
カーラ・マッセン
冒険者ギルドの受付嬢。
マケンジー
辺境の街ノイヴィルのギルドマスター。冒険者登録に来たカプソディアを魔族と疑い彼を試そうとしたが、頭に付いていたハエを叩き潰そうとしたカプソディアの一発で床にめり込み敗北する。
ミステルタム
『絶閃』の異名を持つ王都でも有名な冒険者。15年前に故郷をヒドラロードに焼かれ、それから修行を積み挑んだが、ブレイゼルの手によってさらに強くなっていたヒドラロードに苦戦して負けそうになる、そこへ駆けつ代わりに倒したカプソディアに恩義を感じる。

### 魔王軍
魔王グリザリア
魔王軍の頂点に君臨する存在。見た目は幼い少女で年齢も30歳(人間でいう3歳)の為甘い物や遊園地などが大好きで、性格も怖がりで泣き虫だが、部下たちには威圧的に喋ることでを威厳を示している。
カプソディアのことは目端の利く存在として高く評価していて、逆に彼を勝手に追放したブレイゼルは無能と評価している。
戦闘力はブレイゼルを一撃で戦闘不能にできるなど魔王の名に恥じない強さを持つ。
灼却のブレイゼル（かっきゃくのブレイゼル）
四天王の一人で火属性魔法が得意。魔王軍の広報インタビューでカプソディアを最弱だと発言し、彼が追放されるきっかけを作った。カプソディア追放後に自身が立案した作戦が失敗し、それ隠蔽しようとしたことが魔王にバレて罰として肉体を消滅させれ魂だけの状態になる。
魑海のヴォガニス（ちかいのヴォガニス）
四天王の一人で水属性魔法が得意。かなり脳筋な性格なため周りの状況をよくわかっていない上理解もしていない。
カプソディアからは水辺の近くで戦われた自分でも手に負えないと言われるほどの実力はある。
使用魔法
深海穿孔す暗闇の腕(ダイタルウェーブ)︰大量に水を生み出して大津波を発生させる
閃嵐のルヴィアナ（せんらんのルヴィアナ）
四天王の一人で紅一点、風属性魔法が得意。他の二人と違い唯一カプソディアを気に掛けていて、追放にも内心では反対だった、かなり料理が下手で上司である魔王すら昏倒するほど。
使用魔法
終曲真嵐必閃(ネヴィラストーム)︰巨大な竜巻を発生させて相手バラバラにする。
焼抹のバストリネ（しょうまつのバストリネ）
ブレイゼルの部下でカプソディアを殺せば新しい四天王になれると言われ、彼の家を燃やしてカプソディア自身も殺そうとしたが、即死魔法によって逆に瞬殺されてしまった。後にブレイゼルが指揮する炎獣軍団で一番の実力者だった事が判明する。
凶死のヴァザーク（きょうしのヴァザーク）
死属性魔法の使い手で魂が8個あり、そのしぶとさのおかげで勇者を殺し聖女を捕らえていたが、偶然遭遇したカプソディアによって8個の魂全てが即死してしまい死亡した。ちなみに好きなタイプは銀髪ロリ。
使用魔法
回死魂(かいしこん)︰生きてる人間から魂を取り出し己の魂のストックにする。
ギドラゴン
ブレイゼルが指揮する炎獣軍団で二番目の実力者であるオカマ口調のリザードン、ブレイゼルの命によって辺境の街ノイヴィルを襲撃し、パフィミアやマケンジー、ミステルタムなどの実力者を圧倒するが、駆け付けたカプソディアによって肉体と魂を分離され、肉体の方はカプソディアのパンチでバラバラに破裂し、魂も即死魔法で死亡した
使用技
焔牙咆哮波(ブレイズブラスト)︰口から巨大な火球を吐き出し相手を焼き尽くす。
バギラ
ブレイゼルが指揮する炎獣軍団の一人。見た目はアホ顔に肥満体型のドラゴンで関西弁で喋る。パフィミアに炎を吐いて攻撃するが、彼女に体を掴まれそのまま投げ飛ばされた先にあった巨木に当たり死亡する。
ロッグン
ブレイゼルが指揮する炎獣軍団の一人。見た目は　全身が岩で構成された人。バギラが殺られて動揺したところミステルタムに背後を取られ、体をバラバラにされて死亡する。
ゴンガル
魔王軍諜報部に所属している竜人族のドラゴニュート。地位や昇進の為にパフィミアとシャロンを狙い襲撃してきたが、加勢したマリアジェラを代わりに捕らえて逃走したが彼女の気持ち悪さに動揺して空から墜落してしまい、その場所にたまたま居合わせたカプソディアが自身の素性がばれてしまうのを恐れ倒される。ちなみに10歳ころから片思いしている血のつながってない妹がいらしい。

## 既刊一覧

### 小説
- 延野正行（著）・坂野杏梨（イラスト） 『「ククク……。奴は四天王の中でも最弱」と解雇された俺、なぜか勇者と聖女の師匠になる』 KADOKAWA〈カドカワBOOKS〉、既刊2巻（2021年12月10日現在）
  1. 2021年2月10日発売[4]、ISBN 978-4-04-736489-9
  2. 2021年12月10日発売[5]、ISBN 978-4-04-736864-4

### 漫画
- 芳橋アツシ（漫画）・延野正行（原作）・坂野杏梨（キャラクター原案） 『「ククク……。奴は四天王の中でも最弱」と解雇された俺、なぜか勇者と聖女の師匠になる』 講談社〈シリウスKC〉、既刊10巻（2025年5月9日現在）
  1. 2021年10月7日第1刷発行（同日発売[3][6]）、ISBN 978-4-06-525391-5
  2. 2021年12月9日第1刷発行（同日発売[7]）、ISBN 978-4-06-525956-6
  3. 2022年4月7日第1刷発行（同日発売[8]）、ISBN 978-4-06-527599-3
  4. 2022年9月8日第1刷発行（同日発売[9]）、ISBN 978-4-06-529198-6
  5. 2023年3月9日発売[10]、ISBN 978-4-06-530977-3
  6. 2023年8月8日発売[11]、ISBN 978-4-06-532744-9
  7. 2024年2月8日発売[12]、ISBN 978-4-06-534574-0
  8. 2024年8月7日発売[13]、ISBN 978-4-06-536391-1
  9. 2025年1月8日発売[14]、ISBN 978-4-06-538036-9
  10. 2025年5月9日発売[15]、ISBN 978-4-06-539383-3